# Lebende Ware (1966)
Lebende Ware ist ein deutscher Spielfilm der DEFA von Wolfgang Luderer aus dem Jahr 1966 nach einem authentischen Ereignis.

## Handlung
Nachdem die ungarische Regierung dem verbündeten Deutschland nicht mehr zuverlässig erschienen war, zogen im März 1944 die deutschen Truppen in Ungarn ein und setzten umgehend eine Kollaborationsregierung unter Döme Sztójay ein. Mit den deutschen Invasionstruppen kam ein Sondereinsatzkommando des RSHA unter Führung von SS-Obersturmbannführer Adolf Eichmann mit dem Auftrag, die „Endlösung“ einzuleiten und die Durchführung durch die ungarischen Behörden zu überwachen. In Budapest wurde ein achtköpfiger Judenrat errichtet, der die deutschen Maßnahmen innerhalb der jüdischen Gemeinde durchsetzen sollte. Zu dieser Zeit hatte für die Juden außerhalb von Budapest das jüdische Gemeindeleben bereits aufgehört zu bestehen. Eine weitere Aufgabe dieser jüdischen Organisationen war die Sicherstellung der vollständigen Übertragung jüdischer Vermögenswerte. Die neue Regierung erließ über 100 Gesetze, um die Juden aus dem wirtschaftlichen und kulturellen Leben völlig auszuschließen. Betriebe in jüdischem Besitz wurden geschlossen, und wertvolle Gegenstände wurden eingezogen.
Zur gleichen Zeit bezog SS-Obersturmbannführer Kurt Andreas Becher in einer Villa in Budapest Quartier, um für die SS-Reiterstandarte Ausrüstung und Pferde zu kaufen. Bei der Besichtigung des Hauses sah er die kostbaren Schätze des Inventars und erfuhr, dass der jüdische Hausbesitzer Dr. Chorin ein Werk vertritt, welches der ebenfalls jüdischen Familie Weiss gehört und mit der Firma Krupp in Deutschland zu vergleichen ist. Er ließ Dr. Chorin, der bereits im Gefängnis saß, zu sich kommen und bot ihm an, die Familie Weiss, ihre Angehörigen, alle Aktionäre und ihn selbst vor den Vernichtungslagern zu retten, wenn er ihm das Werk für 25 Jahre in Treuhand übereignet. Des Weiteren stellte Becher eine Ausreise in das neutrale Ausland für alle Betroffenen in Aussicht. Alle Bedenken und Befürchtungen Dr. Chorins wurden von Becher ausgeräumt und dieser bekam auf diese Weise „aus freien Stücken“ den großen Konzern. Da dieser Handel funktionierte, begann SS-Obersturmbannführer Becher weiterhin nach der Devise „Menschen gegen Waren“ jüdische Bürger für Geld und Schmuck vor den Vernichtungslagern zu schützen. Hierbei bekam er auch die Unterstützung des Judenrates, der dies auch nicht in allen Fällen uneigennützig tat. Nur in SS-Obersturmbannführer Eichmann fand er einen Gegner, da dieser alle Juden in die Vernichtungslager schicken wollte. Doch gegen die Beziehungen Bechers fand Eichmann keinen Weg.
Mit den in die Schweiz und Anderenorts gebrachten Geldbeträgen und Wertgegenständen gründete Becher nach dem Krieg mehrere Handelsfirmen. Für seine Taten wurde er bis an sein Lebensende nie zur Rechenschaft gezogen.

## Produktion und Veröffentlichung
Lebende Ware wurde von der Künstlerischen Arbeitsgruppe „Heinrich Greif“ in Schwarz-Weiß und Totalvision gedreht. Die Außenaufnahmen entstanden in Budapest und Umgebung. Im Mittelpunkt, dieses auf einem authentischen Fall basierenden Films, steht die Vergangenheit des zu dieser Zeit in der Bundesrepublik Deutschland unbehelligt lebenden Geschäftsmanns Kurt Andreas Becher.
Bevor der Film in den normalen Spielbetrieb kam, gab es vier Sonderaufführungen:
- 10. Juni 1966: Als Beitrag der DEFA zu den 8. Arbeiterfestspielen der DDR im Thalia-Filmtheater Potsdam-Babelsberg.
- 23. Juni 1966: Festliche Premiere im Kino Forum in Berlin-Köpenick in Anwesenheit der Filmschaffenden.
- 1. September 1966: Zur Wiedereröffnung nach Umbau im Kino Venus in Berlin-Alt-Hohenschönhausen.
- 9. September 1966: Offizielle Berliner Erstaufführung im Kino Volkshaus in Berlin-Lichtenberg.

Der Film erschien 2014 bei Absolut Medien auf DVD.

## Kritik
„Der Film kann nicht verleugnen, daß seine Schöpfer die Schöpfer der Fernseh-Pitavalserien sind. Immer wieder wird das deutlich, und hier, wo man nämlich film- bzw. fernsehgemäße künstlerische Ausdrucksmittel nicht aufmerksam genug auseinanderhielt, liegen auch die Schwächen des Films. So wussten z. B. bei der vorhandenen Vorlage weder Kameramann noch Regisseur viel mit der Breitwand (der Film ist in Totalvision gedreht) anzufangen.“

„Alles, was in diesem Film gezeigt wird, ist authentisch, dokumentarisch belegbar; die Tatsachentreue geht so weit, dass auf den Aufbau einer dramaturgisch geschlossenen Handlung verzichtet wird und die das nüchterne Faktenmaterial ausmalende Phantasie auf die Dialoge und die Details der Szenen beschränkt ist: Dies ist nachweislich geschehen, und etwa so könnte es sich im einzelnen abgespielt haben — so das Prinzip des Films, der allerdings kein guter Film geworden ist. Denn er geht weder konsequent den Weg zur dokumentarischen Rekonstruktion der Ereignisse noch den der Vertiefung menschlicher Konflikte, er bleibt stecken in mittelmäßigen Spielfilmarrengements, und nur selten gelingt es, das Furchtbare der Situation sichtbar werden zu lassen, vom Optischen her schon gar nicht, lediglich im Spiel einzelner Schauspieler.“

Das Lexikon des internationalen Films nannte den Film einen mittelmäßigen, dialoglastigen Spielfilm, dem es nicht gelingt, die Unmenschlichkeit jener Epoche deutlich werden zu lassen; in der Konzeption und der künstlerischen Umsetzung ist er voller Mängel.